# Bomolocha korintjiensis
Bomolocha korintjiensis är en fjärilsart som beskrevs av Louis Beethoven Prout. Bomolocha korintjiensis ingår i släktet Bomolocha och familjen nattflyn. Inga underarter finns listade i Catalogue of Life.